# 斎藤守弘
斎藤 守弘（さいとう もりひろ、1932年7月7日 - 2017年4月14日）は、日本の科学評論家、SF作家、超古代文明研究家。
1960年代、自分では前衛科学評論家を名乗った。日本考古学会会員、日本天文学会会員。超歴史学研究会理事。

## 経歴
東京府北豊島郡三河島町（現・東京都荒川区）出身。父は九州帝国大学（現・九州大学）農学部助手、母方の一族は三河島の大地主。第一峡田小学校（現・荒川区立峡田小学校）5年生の時、福島県伊達郡梁川町（現・伊達市）に疎開。中学校1年生の時に敗戦を迎えて東京に戻り、東京都立上野中学校（現・東京都立上野高等学校）に入る。当時、アメリカへの復讐として原子破壊機の発明を誓い、物理学の本を読みあさっていた。のち、東京教育大学で素粒子論を専攻。卒業後、会社役員を経験した。
日本空飛ぶ円盤研究会の例会で星新一を始めとする日本SF界草創期の立役者たちと知り合い、斎藤も『宇宙塵』誌に第一期会員として参加する。
1963年3月5日、東京都新宿区の料理店にて斎藤は石川喬司・小松左京・川村哲郎・斎藤伯好・半村良・福島正実・星新一・森優・光瀬龍・矢野徹と共に日本SF作家クラブを結成した（だが現在はメンバーではないので、いずれかの時期に脱退したと思われる）。
豊富な科学知識を武器に1960年代から1970年代にかけ、科学解説者としてテレビやラジオにレギュラー出演し活躍した。
1967年の筒井康隆の短篇小説「ベトナム観光公社」にサイトラ・モリチャロスキイ＋（プラス）の名前で登場している。筒井は、自作の漫画の中に科学解説者として斎藤を登場させたこともあった（『筒井康隆全漫画』奇想天外文庫、1976年）。1970年の手塚治虫の短篇漫画「ドオベルマン」には実名で登場している。
『SFマガジン』1968年2月号の座談会「新春SF放談会 SF人がこう評価する」で斎藤は、「最近のSFには発見性がない」と発言して物議をかもした。
1970年代にはジュニア向けのオカルト系、超科学系の書籍を多数発表したが、明らかに捏造である記事を検証もしないまま書いており、オカルト・ブームに大きな影響を与えた。1980年代には学研の『ムー』誌に何度か登場している。超古代史に傾倒し、超古代文明の存在などを信奉、超歴史学研究会理事を勤めていた。
2017年4月14日、老衰のため死去。

## 著書
- 『バンビブック18 空飛ぶ円盤なんでも号』（高梨純一, 荒井欣一, 小隅黎, 星新一たちとの共著、朝日新聞社） 1958
- 『サイエンス・ノンフィクション』（早川書房） 1964
- 『ふしぎだがほんとうだ』（少年画報社） 1965 - 上掲『サイエンス・ノンフィクション』を児童向けに改稿したもの
- 『世界の奇談』（大陸書房） 1968
- 『神秘の世界』（大陸書房） 1969
- 『ミステリの科学』（大陸書房） 1970
- 『世界ふしぎ少年ふしぎ少女』（朝日ソノラマ） 1970
- 『奇現象の科学』（大陸書房） 1971
- 『四次元の科学』（大陸書房） 1972
- 『失われた科学』（大陸書房） 1972
- 『日本列島の前衛科学』（大陸書房） 1972
- 『一億総天才論』（日新報道） 1972
- 『宇宙の使者』（大陸書房） 1973
- 『宇宙の前衛科学』（大陸書房） 1973
- 『四次元の人間学』（大陸書房） 1974
- 『失われた世界の謎』（大陸書房） 1974
- 『恐怖! 幽霊スリラー』（学習研究社、ユアコースシリーズ） 1974
- 『超科学ミステリー』（学習研究社、ジュニアチャンピオンコース） 1974、のち復刊ドットコムより再刊 2017
- 『ショック! 写真構成 人体の怪奇大百科』（学習研究社、ユアコースシリーズ） 1974
- 『絶望の惑星』（大陸書房） 1975
- 『奇跡の発明』（大陸書房） 1975
- 『未来の宇宙工学』（大陸書房） 1975
- 『惑星動物の謎』（大陸書房） 1975
- 『SF入門 なぞの四次元』（学習研究社、ユアコースシリーズ） 1975
- 『地球のミステリー』（大陸書房） 1976
- 『神々の発見 - 超歴史学ノート』（講談社） 1997

## 構成
- 『怪奇大魔法：魔法の科学』（小学館） 1975

## 翻訳
- 『しかもそれは起った』（フランク・エドワーズ、早川書房） 1963